# Icon (album Icon)
Icon – debiutancki album studyjny amerykańskiej grupy heavymetalowej Icon wydany 7 lipca 1984 roku przez Capitol Records.

## Lista utworów
1. „(Rock On) Through the Night” – 3:31
2. „Killer Machine” – 3:31
3. „On Your Feet” – 3:22
4. „World War” – 4:30
5. „Hot Desert Night” – 3:48
6. „Under My Gun” – 3:30
7. „Iconoclast” – 1:26
8. „Rock'N'Roll Maniac” – 3:58
9. „I'm Alive” – 4:08
10. „It's Up to You” – 5:04

## Twórcy
- Stephen Clifford – śpiew
- Dan Wexler – gitara
- John Aquillino – gitara
- Tracy Wallach – gitara basowa
- Pat Dixon – perkusja